# Roger Mardochée Ekwe
 (mai 2019).
Roger Mardochée Ekwe est un écrivain camerounais né le 30 juin 1967 à Douala au Cameroun. C'est un chercheur indépendant en histoire, et en civilisation du vieux Cameroun.

## Biographie
Roger Mardochée Ekwe est un chercheur en histoire et un auteur de plusieurs ouvrages sur l’histoire de la ville de Douala et du Cameroun, il est originaire du canton basaa-basa dans le département du Wouri.  

## Œuvres
- 2016 : Le Cameroun un et indivisible ou l'origine égyptienne des ethnies du Cameroun[3].
- 2016 : Evolution et enjeux politique au centre de l’Afrique du 15ème au 21ème siècle le cas du cameroun[4].